# Hermann Ramberg
Hermann von Ramberg (Vienna, 24 novembre 1820 – Graz, 26 dicembre 1899) è stato un politico austriaco che ricoprì la carica di bano di Croazia-Slavonia nel 1883.

## Biografia
Figlio di Georg von Ramberg e fratello del pittore Arthur Freiherr von Ramberg (1819-1875). Fra i vari riconoscimenti ottenuti fu cavaliere di gran croce dell'Ordine Imperiale di Leopoldo.